# Beachside
Beachside är en ort i Kanada.   Den ligger i provinsen Newfoundland och Labrador, i den östra delen av landet, 1 600 km öster om huvudstaden Ottawa. Antalet invånare är 183.
Terrängen runt Beachside är platt söderut, men norrut är den kuperad. Havet är nära Beachside åt nordost. Trakten är glest befolkad. Närmaste större samhälle är Springdale, 19,0 km sydväst om Beachside. 